# Carlos
Carlos är ett förnamn, en form av Karl som är vanlig i den spansk- och portugisisktalande världen. Bland personer som heter eller kallas Carlos finns

## Personer med namnet
- Carlos Bee (1867–1932), amerikansk politiker
- Carlos Castaneda (1925–1998), peruansk-amerikansk författare
- Carlos Condit (född 1984), amerikansk MMA-utövare
- Carlos Diego Ferreira (född 1985), brasiliansk MMA-utövare
- Carlos Fuentes (1928–2012), mexikansk författare
- Carlos Slim Helú (född 1940), mexikansk affärsman
- Carlos Moyá (född 1976), spansk tennisspelare
- Carlos Santana (född 1947), mexikansk-amerikansk musiker
- Carlos Spencer (född 1975), nyzeeländsk rugbyspelare
- Carlos Zoéga (född 1850), svensk-dansk handelsman
- Roberto Carlos (född 1973), brasiliansk fotbollsspelare
- Wendy Carlos (född 1939), amerikansk musiker
- Ilich Ramírez Sánchez (född 1949), venezuelansk terrorist som kallats Carlos

## Kungligheter
- En rad olika regenter har haft namnet Carlos dessa tillsammans med Charles och Carl finns i listan över regenter med namnet Karl.